# Bies Mulie
Bies Mulie is een bestuurslaag in het regentschap Aceh Tengah van de provincie Atjeh, Indonesië. Bies Mulie telt 658 inwoners (volkstelling 2010).